# Lebao
Lebao is een bestuurslaag in het regentschap Flores Timur van de provincie Oost-Nusa Tenggara, Indonesië. Lebao telt 597 inwoners (volkstelling 2010).